# Borków (powiat kielecki)
Borków – wieś w Polsce położona w województwie świętokrzyskim, w powiecie kieleckim, w gminie Daleszyce.
| SIMC    | Nazwa                   | Rodzaj  |
| ------- | ----------------------- | ------- |
| 0236323 | Słopiec Rządowy-Kolonia | kolonia |

W latach 1954–1972 wieś należała i była siedzibą władz gromady Borków. W latach 1975–1998 miejscowość należała administracyjnie do województwa kieleckiego.
W Borkowie znajdują się unikatowe zakola rzeczne oraz stare sosnowe lasy. Borków jest jedną z ulubionych miejscowości wypoczynkowych mieszkańców Kielc i okolic.

## Historia
W XVIII stuleciu była tutaj kuźnia, karczma i młyn. Borków wchodził wówczas w skład dóbr Szczecno. W roku 1827 było tu 7 domów 59 mieszkańców.
W czasie II wojny światowej w pobliskich lasach stacjonowały oddziały partyzantki Armii Krajowej i Batalionów Chłopskich. 
Po wojnie wieś zaczęła pełnić funkcję osady rekreacyjnej dla pobliskich Kielc, zwłaszcza od czasu kiedy w 1976 r. oddano do użytku zalew na rzece Belniance, a w latach 80. wybudowano ośrodek sportowy, który należał do Wojewódzkiego Ośrodka Sportu i Rekreacji w Kielcach.
W 1997 r. w czasie powodzi wezbrane wody zalewu przerwały tamę i częściowo zniszczyły zabudowania wsi położone poniżej lustra wody. Latem 2005 r. zakończono usuwanie zniszczeń wywołanych przez żywioł.
Urodził się tu Jan Lubieniecki.